# Arashi (1941)
El Arashi (嵐 tormenta?) fue el decimosexto destructor de la Clase Kagerō. Sirvió en la Armada Imperial Japonesa durante la Segunda Guerra Mundial. 

## Historia
El 2 de marzo de 1942, hundió junto a su gemelo Nowaki y el crucero pesado Maya al destructor inglés HMS Stronghold. Al día siguiente, nuevamente junto al Nowaki, hundió al cañonero estadounidense USS Asheville (PG-21). 
El 5 de junio de 1942, durante la Batalla de Midway, el Arashi realizó labores antisubmarinas intentando ubicar al submarino USS Nautilus (SS-168) el cual había sido detectado al principio de la batalla cerca del acorazado Kirishima y quedó rezagado de las fuerzas de Nagumo realizando barridos con cargas de profundidad.  
En su retorno, fue probablemente el gran destructor que fue descubierto por el líder de escuadrilla Clarence Wade McClusky de los grupos de ataque del USS Enterprise (CV-6), el USS Yorktown (CV-5) y el USS Hornet (CV-8) y cuya estela los guio involuntariamente a la posición de la fuerza de portaviones japoneses quienes estaban recogiendo sus aviones.
El Arashi y el Nowaki recogieron supervivientes del portaaviones Akagi, hundiéndolo luego con dos torpedos.
El 26 de octubre de 1942, en la batalla de las Islas Santa Cruz, trasladó al vicealmirante Chuichi Nagumo desde su buque insignia, el dañado portaaviones Shōkaku al Zuikaku. Una semana más tarde escoltó al Shōkaku desde Truk hasta Kōbe.
Resultó hundido en acción nocturna por torpedos lanzados por el  destructor estadounidense USS Dunlap en la posición 7°30′N 156°33′E / 7.50, 156.55 durante la batalla del Golfo de Vella, mientras transportaba tropas a Kolombangara teniendo 178 bajas.